# 秋 (シューベルト)
『秋』（あき、Herbst）D945は、オーストリアの作曲家フランツ・シューベルトの晩年の歌曲。ルートヴィヒ・レルシュタープの詩に作曲している。

## 概要
- 1828年4月、シューベルトの最晩年に、歌曲集『白鳥の歌』に収められている一連のレルシュタープ歌曲とともに作曲された。
- 詩は、秋の寂寥感とともに、過ぎ去っていった春と夏、人生の盛りの時期を惜しむ哀愁と悲哀とに満ちている。
- シューベルトの楽曲はホ短調12/8拍子で、絶えず動き続ける右手のトレモロが、秋の風にざわめく木々を巧みに表現し、左手が歌唱声部と豊かな対話を織りなす。ディートリヒ・フィッシャー＝ディースカウはこの作品について、純粋に対位法的な作品であると述べている（「シューベルトの歌曲をたどって」原田茂生訳、白水社）。
- シューベルトお得意の巧みな転調も見られ、寂寥感漂う美しい傑作に仕上がっている。
- ベーレンライター原典版では『白鳥の歌』の巻に補遺として収められている。

## 原詩全文
Herbst
Ludwig Rellstab
Es rauschen die Winde
so herbstlich und kalt;
verödet die Fluren,
entblättert der Wald.
Ihr Blumigen Auen!
Du Sonniges Grün!
So Welken die Blüten
des Lebens dahin.
Es ziehen die Wolken
so finster und grau:
verschwunden die Sterne
am himmlischen Blau!
Ach, wie die Gestirne
am Himmel entflieh'n,
so sinket die Hoffnung
des Lebens dahin!
Ihr Tage des Lenzes
mit Rosen geschmückt,
wo ich die Geliebte
ans Herze gedrückt!
Kalt über den Hügel
rauscht, Winde, dahin!
So sterben die Rosen
der Liebe dahin!